# Giuseppe Laganà
Giuseppe Maurizio Laganà (Milano, 28 luglio 1944 – Roma, 3 gennaio 2016) è stato un animatore, regista, fumettista e scrittore italiano.

## Biografia
Dopo gli studi artistici all'Accademia, Giuseppe Laganà inizia l'attività collaborando con la Cartoons Film di P.De Mas. Qui ha l'opportunità di lavorare come assistente a fianco di Harry Hess e Jimmy Murakami, durante la loro permanenza in Italia per la realizzazione di numerosi caroselli pubblicitari.
Poco dopo, diventando animatore, passa alla Gamma Film di R. Gavioli. Qui rimane altri due anni collaborando alle serie pubblicitarie televisive più conosciute (Pallina, Mammut Babbut Figliut, il Vigile, Comitato Cotone, Vecchia Romagna) con la soddisfazione di un premio a Cannes (Festival Internazionale del film pubblicitario) per la serie 'Comitato Italiano Cotone' lavorando sotto la direzione di Adelchi Galloni.
È stato quindi chiamato come animatore da Bruno Bozzetto per il suo primo lungometraggio West and soda; lavorando con Guido Manuli per due anni. Collaborazione continuata con la collaborazione alla realizzazione di film pubblicitari, sigle televisive e parte dell'animazione del cortometraggio Il signor Rossi compra l'automobile, passando successivamente all'animazione di Vip - Mio fratello superuomo.
Decide di iniziare l'attività di freelance, collaborando con Marco Biassoni, inizialmente per la serie dei Caroselli Shell, e successivamente per Pavesi. Parallelamente riprende la collaborazione con lo Studio Bozzetto realizzando numerosi spot (Orzoro, Unca Dunca, Sig.Rossi) sia per la televisione che per il cinema.
Nel 1974 viene chiamato da Bruno Bozzetto per progettare il suo terzo lungometraggio Allegro non troppo, con il compito di direttore artistico per l'episodio del Bolero di Ravel.
Nel 1991 apre il suo studio di produzione di film e video, serie televisive, sigle e pubblicità, con spiccate attitudini creative, forte della notevole esperienza nella creazione e direzione di progetti.
Ha creato e disegnato le strip di Orlando per Eureka dal 1970 al 1972. Ha collaborato come giornalista e illustratore con Il Corriere dei Piccoli (Rizzoli) dal 1979 al 1981 pubblicando sullo stesso giornale "Il Capitano Brok" – appuntamento fisso per due anni, 22 puntate del "Viaggio fantastico nella Cibosfera", 12 episodi de "Il nonno più piccolo del mondo" e molte altre storie, invenzioni e giochi.
Ha illustrato e scritto per giornali quali Il Corriere della Sera, Insieme, Grazia, Playboy, Linus e molti altri.
Per la Casa Editrice 'La Coccinella' ha pubblicato quattro libri per bambini ed uno per la 'Rizzoli'.
È stato docente del corso di laurea DAMS dell'Università di Udine/Gorizia (2004-2007) e relatore dei masters dell'Università Cattolica del Sacro Cuore (2005 e 2007).
Ha fatto parte di diversi comitati di selezione e giurie delle più importanti rassegne di animazione, in particolare: “Golden Cartoon” del European Film Academy (EFA – 2012), “Cartoons on the Bay” ed il “Festival d'Annecy”.

## Regista

### Serie animate
- Sandokan - La tigre ruggisce ancora (2001)
- L'ultimo dei Mohicani (2004)
- Farhat - Il principe del deserto (2005)
- Ulisse. Il mio nome è Nessuno (2012)
- L'isola del tesoro (2015)
- Tutti pazzi per Moose

### Film d'animazione
- Felix - Il coniglietto giramondo (2005)
- Felix - Il coniglietto e la macchina del tempo (2006)

## Animatore
- West and soda (co-animatori Franco Martelli, Sergio Chesani)
- Vip - Mio fratello superuomo (co-animatori Guido Manuli, Franco Martelli e Roberto Vitali)
- Allegro non troppo (co-animatori Walter Cavazzuti, Giovanni Ferrari, Giancarlo Cereda, Giorgio Valentini, Guido Manuli, Paolo Albicocco, Giorgio Forlani, Bruno Bozzetto e Stefano Nuzzolese)

## Premi
- Mostra Internazionale del Cinema di Venezia 2012
- Premio Gaj Taché 2011- KIM - Roma Capitale
- Pulcinella Award 2003 a: Spaghetti Family Miglior Serie per tutti i Pubblici